# Phyciodes picta pallescens
Phyciodes picta subsp. pallescens es una mariposa endémica de México de la familia Nymphalidae, que fue descrita originalmente bajo el nombre científico de Eresia pallescens por R. Felder en el año de 1869.

## Descripción
Alas de fondo de color negro, dentro de la celda discal presenta manchas anaranjadas y amarillas. Una serie de manchas en la región postdiscal interna y otra serie de puntos redondos de color anaranjado en la región postdiscal externa. Las alas posteriores son de color negro manchas anaranjadas y amarillas. Presenta una serie de manchas cuadradas de color anaranjado en la región postdiscal interna y otra serie de manchas redondas en la región postdiscal externa, y dentro de cada mancha de estas un punto negro o café oscuro. Tres lúnulas entre las celdas venas M3, y 2A en la región submarginal. Las alas posteriores contiene menos figuras, y el color del fondo es naranja claro, con algunas líneas delgadas de color café muy delgadas. En la celda M2-M3, presenta una lúnula blanca opaca. Y en la región submarginal  líneas curvas. En la región postdiscal externo una serie de puntos negros. Ventralmente esta mariposa presenta en las alas anteriores manchas irregulares de color amarillo, negro y anaranjado, predominando un difuminado con escamas anaranjadas.
Cabeza, tórax y abdomen son de color negro. Ambas alas presentan pelos negros y blancos en los márgenes. Las antenas son de color negro, y blancas entre cada división, y ápice anaranjado.   Cabeza, palpos, tórax y abdomen son de color blanco. Las patas son anaranjadas.

## Distribución
Se distribuye en el este y oeste de México, rara vez en el sureste de Arizona. En México se le ha registrado en los estados de Aguascalientes, Chiapas, Colima, Ciudad de México, Guanajuato, Guerrero, Hidalgo, Jalisco, Michoacán, Morelos, México, Nayarit, Oaxaca, Puebla, Querétaro, San Luis Potosí, Tamaulipas, y Veracruz.

## Hábitat
Áreas abiertas con selva alta perennifolia, selva mediana o baja perennifolia, selva baja caducifolia. y dentro y los alrededores de áreas urbanas.

## Estado de conservación
No se encuentra enlistada en la NOM-059.